# Llista d'asteroides/115701–115800
| Nom      | Designació provisional | Data de descobriment | Lloc de descobriment | Descobridor/s               |
| -------- | ---------------------- | -------------------- | -------------------- | --------------------------- |
| 115701 - | 2003 UW163             | 21 d'octubre, 2003   | Socorro              | LINEAR                      |
| 115702 - | 2003 UH164             | 21 d'octubre, 2003   | Socorro              | LINEAR                      |
| 115703 - | 2003 UW164             | 21 d'octubre, 2003   | Palomar              | NEAT                        |
| 115704 - | 2003 US166             | 21 d'octubre, 2003   | Kitt Peak            | Spacewatch                  |
| 115705 - | 2003 UU166             | 21 d'octubre, 2003   | Kvistaberg           | Uppsala-DLR Asteroid Survey |
| 115706 - | 2003 UG168             | 22 d'octubre, 2003   | Socorro              | LINEAR                      |
| 115707 - | 2003 UW168             | 22 d'octubre, 2003   | Socorro              | LINEAR                      |
| 115708 - | 2003 UA169             | 22 d'octubre, 2003   | Socorro              | LINEAR                      |
| 115709 - | 2003 UR169             | 22 d'octubre, 2003   | Haleakala            | NEAT                        |
| 115710 - | 2003 UY169             | 22 d'octubre, 2003   | Kitt Peak            | Spacewatch                  |
| 115711 - | 2003 UR170             | 22 d'octubre, 2003   | Kitt Peak            | Spacewatch                  |
| 115712 - | 2003 US172             | 20 d'octubre, 2003   | Socorro              | LINEAR                      |
| 115713 - | 2003 UF173             | 20 d'octubre, 2003   | Palomar              | NEAT                        |
| 115714 - | 2003 UN173             | 20 d'octubre, 2003   | Kitt Peak            | Spacewatch                  |
| 115715 - | 2003 UT173             | 20 d'octubre, 2003   | Palomar              | NEAT                        |
| 115716 - | 2003 UV173             | 20 d'octubre, 2003   | Palomar              | NEAT                        |
| 115717 - | 2003 UQ174             | 21 d'octubre, 2003   | Kitt Peak            | Spacewatch                  |
| 115718 - | 2003 UQ175             | 21 d'octubre, 2003   | Anderson Mesa        | LONEOS                      |
| 115719 - | 2003 UX175             | 21 d'octubre, 2003   | Palomar              | NEAT                        |
| 115720 - | 2003 UP176             | 21 d'octubre, 2003   | Anderson Mesa        | LONEOS                      |
| 115721 - | 2003 UT176             | 21 d'octubre, 2003   | Anderson Mesa        | LONEOS                      |
| 115722 - | 2003 UG177             | 21 d'octubre, 2003   | Palomar              | NEAT                        |
| 115723 - | 2003 UV179             | 21 d'octubre, 2003   | Socorro              | LINEAR                      |
| 115724 - | 2003 UW179             | 21 d'octubre, 2003   | Socorro              | LINEAR                      |
| 115725 - | 2003 US180             | 21 d'octubre, 2003   | Socorro              | LINEAR                      |
| 115726 - | 2003 UY180             | 21 d'octubre, 2003   | Socorro              | LINEAR                      |
| 115727 - | 2003 UD183             | 21 d'octubre, 2003   | Palomar              | NEAT                        |
| 115728 - | 2003 UQ183             | 21 d'octubre, 2003   | Palomar              | NEAT                        |
| 115729 - | 2003 UY183             | 21 d'octubre, 2003   | Palomar              | NEAT                        |
| 115730 - | 2003 UP184             | 21 d'octubre, 2003   | Palomar              | NEAT                        |
| 115731 - | 2003 UC185             | 21 d'octubre, 2003   | Palomar              | NEAT                        |
| 115732 - | 2003 UL185             | 21 d'octubre, 2003   | Kitt Peak            | Spacewatch                  |
| 115733 - | 2003 UO185             | 21 d'octubre, 2003   | Kitt Peak            | Spacewatch                  |
| 115734 - | 2003 UJ186             | 22 d'octubre, 2003   | Socorro              | LINEAR                      |
| 115735 - | 2003 UN186             | 22 d'octubre, 2003   | Socorro              | LINEAR                      |
| 115736 - | 2003 UB187             | 22 d'octubre, 2003   | Palomar              | NEAT                        |
| 115737 - | 2003 UU187             | 22 d'octubre, 2003   | Socorro              | LINEAR                      |
| 115738 - | 2003 UZ187             | 22 d'octubre, 2003   | Socorro              | LINEAR                      |
| 115739 - | 2003 UK188             | 22 d'octubre, 2003   | Socorro              | LINEAR                      |
| 115740 - | 2003 UU188             | 22 d'octubre, 2003   | Kitt Peak            | Spacewatch                  |
| 115741 - | 2003 UA189             | 22 d'octubre, 2003   | Kitt Peak            | Spacewatch                  |
| 115742 - | 2003 UV189             | 22 d'octubre, 2003   | Haleakala            | NEAT                        |
| 115743 - | 2003 UW189             | 22 d'octubre, 2003   | Haleakala            | NEAT                        |
| 115744 - | 2003 US193             | 20 d'octubre, 2003   | Palomar              | NEAT                        |
| 115745 - | 2003 UU193             | 20 d'octubre, 2003   | Kitt Peak            | Spacewatch                  |
| 115746 - | 2003 UW193             | 20 d'octubre, 2003   | Kitt Peak            | Spacewatch                  |
| 115747 - | 2003 UB195             | 20 d'octubre, 2003   | Kitt Peak            | Spacewatch                  |
| 115748 - | 2003 UO195             | 20 d'octubre, 2003   | Kitt Peak            | Spacewatch                  |
| 115749 - | 2003 UC197             | 21 d'octubre, 2003   | Kitt Peak            | Spacewatch                  |
| 115750 - | 2003 UU197             | 21 d'octubre, 2003   | Anderson Mesa        | LONEOS                      |
| 115751 - | 2003 UR202             | 21 d'octubre, 2003   | Socorro              | LINEAR                      |
| 115752 - | 2003 US202             | 21 d'octubre, 2003   | Socorro              | LINEAR                      |
| 115753 - | 2003 UT202             | 21 d'octubre, 2003   | Socorro              | LINEAR                      |
| 115754 - | 2003 UN204             | 21 d'octubre, 2003   | Kitt Peak            | Spacewatch                  |
| 115755 - | 2003 UQ204             | 21 d'octubre, 2003   | Socorro              | LINEAR                      |
| 115756 - | 2003 UM205             | 22 d'octubre, 2003   | Socorro              | LINEAR                      |
| 115757 - | 2003 US205             | 22 d'octubre, 2003   | Socorro              | LINEAR                      |
| 115758 - | 2003 UH206             | 22 d'octubre, 2003   | Socorro              | LINEAR                      |
| 115759 - | 2003 UJ206             | 22 d'octubre, 2003   | Socorro              | LINEAR                      |
| 115760 - | 2003 UK206             | 22 d'octubre, 2003   | Socorro              | LINEAR                      |
| 115761 - | 2003 UN206             | 22 d'octubre, 2003   | Socorro              | LINEAR                      |
| 115762 - | 2003 UQ206             | 22 d'octubre, 2003   | Socorro              | LINEAR                      |
| 115763 - | 2003 UU206             | 22 d'octubre, 2003   | Socorro              | LINEAR                      |
| 115764 - | 2003 UW206             | 22 d'octubre, 2003   | Socorro              | LINEAR                      |
| 115765 - | 2003 UZ206             | 22 d'octubre, 2003   | Socorro              | LINEAR                      |
| 115766 - | 2003 UG207             | 22 d'octubre, 2003   | Socorro              | LINEAR                      |
| 115767 - | 2003 UL207             | 22 d'octubre, 2003   | Socorro              | LINEAR                      |
| 115768 - | 2003 UQ207             | 22 d'octubre, 2003   | Socorro              | LINEAR                      |
| 115769 - | 2003 UY207             | 22 d'octubre, 2003   | Kitt Peak            | Spacewatch                  |
| 115770 - | 2003 US208             | 22 d'octubre, 2003   | Kitt Peak            | Spacewatch                  |
| 115771 - | 2003 UW208             | 22 d'octubre, 2003   | Socorro              | LINEAR                      |
| 115772 - | 2003 UY208             | 23 d'octubre, 2003   | Kitt Peak            | Spacewatch                  |
| 115773 - | 2003 UH209             | 23 d'octubre, 2003   | Anderson Mesa        | LONEOS                      |
| 115774 - | 2003 UG210             | 23 d'octubre, 2003   | Anderson Mesa        | LONEOS                      |
| 115775 - | 2003 UQ210             | 23 d'octubre, 2003   | Nogales              | Tenagra II                  |
| 115776 - | 2003 UF212             | 23 d'octubre, 2003   | Kitt Peak            | Spacewatch                  |
| 115777 - | 2003 UJ213             | 23 d'octubre, 2003   | Haleakala            | NEAT                        |
| 115778 - | 2003 UP215             | 21 d'octubre, 2003   | Kitt Peak            | Spacewatch                  |
| 115779 - | 2003 UO216             | 21 d'octubre, 2003   | Socorro              | LINEAR                      |
| 115780 - | 2003 US216             | 21 d'octubre, 2003   | Socorro              | LINEAR                      |
| 115781 - | 2003 UH217             | 21 d'octubre, 2003   | Socorro              | LINEAR                      |
| 115782 - | 2003 UL217             | 21 d'octubre, 2003   | Socorro              | LINEAR                      |
| 115783 - | 2003 UQ217             | 21 d'octubre, 2003   | Socorro              | LINEAR                      |
| 115784 - | 2003 UJ218             | 21 d'octubre, 2003   | Socorro              | LINEAR                      |
| 115785 - | 2003 UM218             | 21 d'octubre, 2003   | Socorro              | LINEAR                      |
| 115786 - | 2003 UQ218             | 21 d'octubre, 2003   | Socorro              | LINEAR                      |
| 115787 - | 2003 UV218             | 21 d'octubre, 2003   | Kitt Peak            | Spacewatch                  |
| 115788 - | 2003 UR220             | 21 d'octubre, 2003   | Socorro              | LINEAR                      |
| 115789 - | 2003 UN222             | 22 d'octubre, 2003   | Socorro              | LINEAR                      |
| 115790 - | 2003 US222             | 22 d'octubre, 2003   | Socorro              | LINEAR                      |
| 115791 - | 2003 UG223             | 22 d'octubre, 2003   | Socorro              | LINEAR                      |
| 115792 - | 2003 UT223             | 22 d'octubre, 2003   | Socorro              | LINEAR                      |
| 115793 - | 2003 UC226             | 22 d'octubre, 2003   | Socorro              | LINEAR                      |
| 115794 - | 2003 UL227             | 23 d'octubre, 2003   | Kitt Peak            | Spacewatch                  |
| 115795 - | 2003 UM227             | 23 d'octubre, 2003   | Kitt Peak            | Spacewatch                  |
| 115796 - | 2003 UZ227             | 23 d'octubre, 2003   | Kitt Peak            | Spacewatch                  |
| 115797 - | 2003 UA228             | 23 d'octubre, 2003   | Kitt Peak            | Spacewatch                  |
| 115798 - | 2003 UA230             | 23 d'octubre, 2003   | Kitt Peak            | Spacewatch                  |
| 115799 - | 2003 UX233             | 24 d'octubre, 2003   | Socorro              | LINEAR                      |
| 115800 - | 2003 UQ235             | 24 d'octubre, 2003   | Kitt Peak            | Spacewatch                  |